# Templo de la Inmaculada Concepción de Angangueo

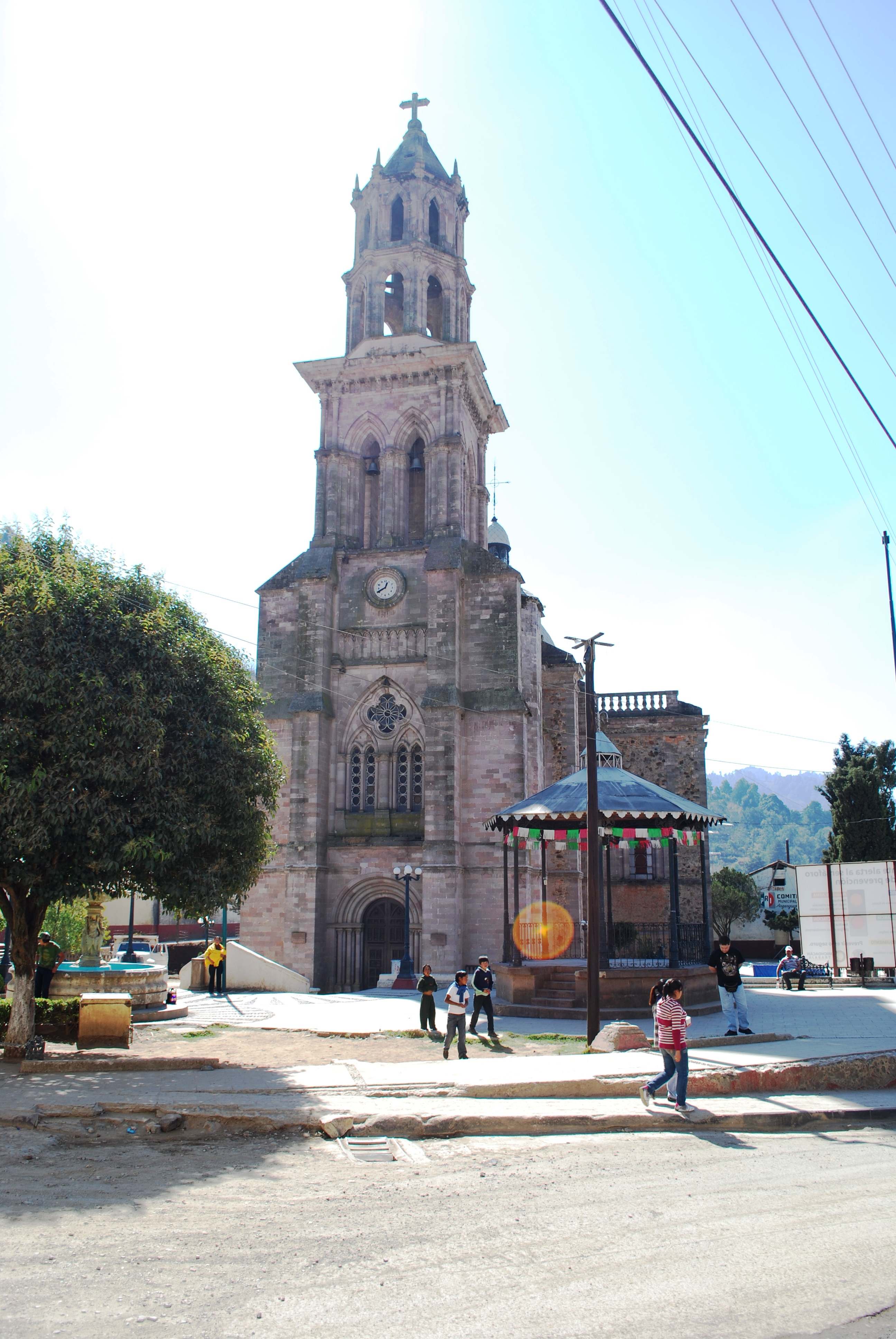
Vista de la iglesia

El Templo de la Inmaculada Concepción de Angangueo es una histórica iglesia  de estilo neogótico localizada en la población de  Angangueo en el estado de Michoacán, México. El templo data de finales del siglo XIX y fue construido durante el auge minero de la población. El recinto está dedicado a la advocación de la Virgen de la Inmaculada Concepción.  
El Templo de la Concepción actualmente no es la principal iglesia de la localidad, ya que frente a este se ubica la parroquia de San Simón Abad, de estilo ecléctico.

## Historia
Angangueo fue un centro minero que en la época colonial fue explotado por los españoles, posteriormente en el siglo XIX y parte del siglo XX las minas de la región fueron explotadas en diversas etapas por alemanes, ingleses, franceses y estadounidenses. El mayor auge minero ocurrió en el siglo XIX, y fue época en que llegaron a radicar al sitio familias extranjeras que desarrollaron obras y servicios acordes a sus necesidades y estilo de vida, como lo fue un nuevo recinto religioso.
El templo fue construido a finales del siglo XIX, el diseño es obra del arquitecto José Rivero y Heras y fue financiado por los propietarios de las minas de la región. Se señala que en la época minera los obreros y pobladores en general acudían al templo de San Simón Abad mientras que las familias de los propietarios de las minas acudían al Templo de la Concepción.
Una iglesia con diseño similar al Templo de la Concepción de Angangueo, es el templo de San Pedro Apóstol ubicado en la población de Senguio, Michoacán, el cual también data de finales del siglo XIX, presenta una torre central, cúpula, diseño neogótico pero combinado con elementos neoclásicos.

## Descripción arquitectónica
El templo de la Inmaculada Concepción se ubica en el centro de Angangueo, sobre un emplazamiento conformado por el atrio donde se levanta el templo, en su parte frontal se ubica la plaza principal de la población la cual se encuentra ajardinada y es presidida por una antigua fuente con escultura de bronce, así como un pequeño kiosco, la plaza así mismo está rodeada por históricas fincas. A los costados del templo se ubican calles laterales entre ellas la Calle Nacional que es la vialidad principal de la localidad. Frente al templo de la Inmaculada Concepción y presentándose como remate visual de la calle Nacional, se ubica la parroquia de San Simón Abad.

### El exterior
El Templo de la Inmaculada Concepción presenta en su arquitectura esencialmente el estilo neogótico y otros elementos como lo es la presencia de una cúpula que no es propia de este estilo. El recinto está realizado en piedra de cantera, cuenta con una sola nave, crucero, transepto, ábside, una torre de campanario en la parte central de la fachada. Destaca la presencia de su domo de cúpula peraltada. 
Su fachada está conformada propiamente por la torre del campanario la cual se encuentra alternada en sus primeros niveles por gruesos contrafuertes. En el primer nivel se ubica la puerta de acceso la cual presenta arco de medio punto de tipo neorrománico, sobre de este se ubica un amplio ventanal con arcos ojivales, en su parte superior se abre un espacio para un reloj. Posteriormente se levantan tres cuerpos de campanario, el primero es de formato rectangular, con dos arcos ojivales en cada una de sus caras. Sobre de este se ubican los otros dos cuerpos que son octagonales y con un arco ojival en cada una de sus caras, finalmente la torre es rematada por un chapitel.
En el atrio del templo de la Concepción se encuentra el acceso de un histórico pasaje subterráneo conocido como el  “Túnel de San Simón” el cual conduce desde la Casa Parker, la cual es una histórica finca que perteneció a una familia de extranjeros y que actualmente funciona como museo. 

### El interior
El Templo de la Inmaculada Concepción presenta planta de cruz latina, en su interior a los costados de la puerta de acceso, se ubica de un lado la capilla del bautisterio y del otro las escaleras que conducen al espacio del coro que se ubica en la parte superior. La nave posee bóvedas de crucería, las paredes presentan amplios ventanales con arcos ojivales, el crucero exhibe forma rectangular, en el espacio del transepto se levanta el domo de cúpula de donde desciende un candelabro. Finalmente en el ábside se ubican tres ventanales con arcos ojivales y vidriería. En el presbiterio el altar mayor está realizado en mármol blanco proveniente de Carrara Italia, en su parte central se ubica una hornacina que resguarda la imagen la Virgen de la Inmaculada Concepción.  Entre las obras artísticas del recinto destacan imágenes de santos traídas de Francia, así como pinturas de artistas de Noruega y Estados Unidos.